# Europa-Kommissionen i Danmark
Europa-Kommissionen, Repræsentation i Danmark er EU-Kommissionens officielle kontor i Danmark. Opgaverne for kontoret er udover, at være fast bindeled mellem Danmark og EU for politiske, faglige, offentlige og private organisationer at følger med i den generelle debat. Kontoret støtter ligeledes informationsnetværk, arrangerer konferencer, seminarer, pressemøder m.v.
Via kontorets hjemmeside  informerer Repræsentationen om de vigtigste tiltag og begivenheder på EU-plan med særlig fokus på hvad der har betydning for Danmark og danskerne. Samtidigt tilbyder Repræsentationen abonnement på en flere nyhedstjenester  og udgiver også en app.

## Eksterne kilder og henvisninger
1. ↑  "kontorets hjemmeside". Arkiveret fra originalen 29. maj 2010. Hentet 23. august 2010.
2. ↑  "nyhedstjenester". Arkiveret fra originalen 8. november 2010. Hentet 26. august 2010.